# Ascidia spinosa
Ascidia spinosa är en sjöpungsart som beskrevs av Sluiter 1904. Ascidia spinosa ingår i släktet Ascidia och familjen Ascidiidae. Inga underarter finns listade i Catalogue of Life.